# Pont-canal sur la Sauldre
Le pont-canal sur la Sauldre est situé sur les communes françaises de Châtillon-sur-Cher et de Selles-sur-Cher dans le département de Loir-et-Cher en région Centre-Val de Loire. Il permettait au canal de Berry de franchir la Sauldre.

## Historique
Dernier pont-canal construit dans le cadre du creusement du canal de Berry, il est l'une des œuvres d'art nécessaires à la canalisation du Cher.
En 1833, l'ingénieur Camille Bailloud propose deux projets : un ouvrage avec bâche en fonte (deux arches de seize mètres) ou en maçonnerie (cinq arches, en plein cintre, de sept mètres d'ouverture). C'est le deuxième projet qui est retenu.
Bâti avec des pierres de qualité provenant de la région, le pont, construit entre 1833 et 1839, a permis l'ouverture à la navigation de la section Vierzon-Noyers du canal de Berry.  Il n’a jamais été rénové contrairement à d'autres ponts-canaux de ce canal, victimes de fuites. 
En pleine activité durant la Première Guerre mondiale, mais concurrencé ensuite par le rail, le canal a commencé à décliner progressivement jusqu'à sa mise hors service en 1956.

## Description
La cuvette mesure 3 m de large et 64,40 m de long, les chemins de halage ont une largeur de 1,60 m. En 1842, ce pont-canal était considéré, par l'ingénieur Eugène Flachat, comme l'ouvrage le plus étanche du canal de Berry grâce à la qualité des mortiers employés. le tracé du lit de la Sauldre a été un peu modifié au moment des travaux, comme le révèle le cadastre napoléonien.

## Dimensions et description
Le pont-canal comporte cinq arches, de sept mètres de large chacune. Ses dimensions sont :
- longueur totale 64,40 mètres ;
- largeur totale de 6,20 m ;
- largeur de la voie d'eau de 3 m ;
- largeur des chemins de halage de 1,60 m.

## Protection
Le pont-canal sur la Sauldre, avec ses escaliers et son chemin de halage, est inscrit au titre des monuments historiques par arrêté du 16 octobre 2009.